# Levin Möller
Levin Möller, född 13 november 1709 i Skabersjö församling, död 22 oktober 1768 i Linköping församling, Östergötlands län, var en svensk präst och domprost. 

## Biografi
Möller föddes 1709 i Skabersjö församling. Han var son till inspektorn Johan Möller och Anna Wallenström. Möller studerade i Malmö och han blev student 1726 vid Lunds universitet. 1734 avlade han magisterexamen och blev 1735 blev docent vid filosofiska fakulteten i Lund. 1742 utsågs Möller till professor i logik och metafysik vid Greifswalds universitet. 1750 blev han teologidoktor vid nämnda universitet. Möller blev pastor i Sankt Jacobs församling och teologie professor 1752. Domprost i Linköpings församling blev han 27 juni 1763. Möller avled 22 oktober 1768 i Linköping.

### Familj
Möller gifte sig första gången 1743 med Cecilia Helena Papke (1715–1745). Hon var dotter till biskopen Carl Papke och Christina Repplerus. De fick tillsammans dottern Anna Christina Möller som var gift med kyrkoherden Pehr Lars Sundberg i Vikingstads församling och kyrkoherden P. Ahlborg i Locknevi församling.
Möller gifte sig andra gången 3 mars 1747 med Anna Sofia Russmeijer. Hon var dotter till generalsuperintendenten Russmeijer i Pommern. De fick tillsammans barnen kyrkoherden Johan Christian Möller (död 1800) i Behrenhoff, Augusta Ludovica Möller som var gift med kyrkoherden Johan von Mellen i Hjorteds församling, Christina Fredrika Möller, Ulrica Maria Möller, Anna Maria Möller och Knut Levin Möller.